# Таласька битва (751)
Таласька битва (751 рік) (кит.: 怛羅斯會戰, араб. معركة نهر طلاس) — битва в долині річки Талас поблизу міста Атлаха між військами Аббасидського халіфату та династії Тан за правління імператора Сюань-цзун за контроль над Центральною Азією.

## Передумови
В 750 році Абу-ль-Аббас ас-Саффах, засновник династії Аббасидів, для утвердження своєї влади направив війська в різні райони халіфату, в тому числі, в Центральну Азію, де зіткнувся з Китаєм, який продовжував експансію в західному напрямку.
В 749 році полководець Гао Сяньчжи захопив Ташкент та взяв в облогу Тараз.
Намісник халіфа Абу Муслім направив війська під командуванням Зіяд ібн Саліха, до яких долучилось ополчення тюркських племен.

## Битва
У липні 751 року війська Аббасидів зустрілись з китайськими військами Тан (об'єднаної армії Тан та карлукських найманців) на берегах річки Талас.
Чотири дні армії стояли одна навпроти іншої, не наважуючись розпочати битву. На п'ятий день в тил китайцям несподівано вдарили карлуки, які перейшли на сторону арабів. В той же час араби розпочали наступ.
Китайська армія не витримала натиску та кинулась тікати.

## Наслідки
Оцінки наслідків битви істориками кардинально різняться: від грандіозного зіткнення цивілізацій до невеликої прикордонної сутички. В будь-якому разі китайська експансія на захід була зупинена (не тільки через поразку, але й через занепад династії Тан та повстання Ань Лушаня).
В той же час араби теж не змогли просунутись далі на схід. Серед тюркських племен почав поширюватись іслам. Уйгури відновили свою незалежність, карлуки створили свою державу.
Через китайських військовополонених на захід проникла технологія виготовлення паперу та шовку.
Так, в Куфі була відкрита перша текстильна фабрика з виробництва шовкової тканини, а в Самарканді відкрилась фабрика з виготовлення паперу. В 794–795 роках паперова фабрика відкрилась в Багдаді. Потягом декількох років папір поширився по всіх ісламських країнах і через декілька століть потрапив у Європу.